# Maria Creuza
Maria Creuza Silva Lima (Esplanada, 26 de fevereiro de 1944) é uma cantora brasileira de samba de Bossa Nova, famosa particularmente por sua parceria com Vinícius de Moraes, Francis Hime e Toquinho nas décadas de 1970 e 1980, com quem excursionou em shows.

## Biografia
Mudou-se para a capital do estado com apenas dois anos de idade; já na adolescência começou sua carreira artística, integrando o conjunto Les Girls, o que lhe abriu caminho para apresentar programas em emissoras de rádio da cidade.
Apresentou na década de 1960, por quatro anos, na emissora baiana TV Itapoan, o programa "Encontro com Maria Creuza", ocasião em gravou por uma gravadora local (Gravações JS) músicas em inglês. Participou em 1965 de um festival musical nacional, promovido pela TV Excelsior e, no ano seguinte, conhece Antônio Carlos Pinto e defende em 1967 uma canção dele no III Festival de Música Popular Brasileira.
Em junho de 1970 excursionou com Vinícius e Toquinho para uma série de shows em Buenos Aires, na boate La Fusa, que rendeu o álbum En La Fusa con Maria Creuza y Toquinho (a turnê foi revivida com Toquinho em 2007 e 2008, ocasião em que receberam da prefeita de Montevidéu o título de "Visitantes Ilustres").

## Discografia
Gravou Maria Creuza os seguintes discos:
- Festa no terreiro de Alaketu/Abolição (1967) Compacto simples
- En La Fusa con Maria Creuza y Toquinho (1970)
- Yo... Maria Creuza (1971) RGE LP, CD
- Maria Creuza (1972) RGE LP
- Eu sei que vou te amar. Vinicius de Moraes, Maria Creuza e Toquinho (1972) RGE LP
- Eu disse adeus (1973) RCA Victor LP
- Sessão nostalgia (1974) RCA Victor LP
- Maria Creuza e os grandes mestres do samba (1975) RCA Victor LP
- Meia noite (1977) RCA Victor LP
- Doce veneno (1978) RCA Victor LP
- Pecado (1979) RCA Victor LP
- Maria Creuza (1980) RCA Victor LP
- Sedução (1981) RCA Victor LP
- Poético (1982) RCA Victor LP
- Paixão acesa (1985) Arca Som LP
- Pura magia (1987) Arca Som LP
- Da cor do pecado (1989) Som Livre LP
- Com açúcar e com afeto (1989)
- La Mitad del Mundo/A Metade do Mundo (1999) Zanfonia CD
- Você e eu (2003) Albatroz CD
- Maxximum (Maria Creuza) (2005) Sony BMG CD
- Maria Creuza ao vivo (2006) Albatroz CD
- Creuza e Gabriel (2007)  Albatroz CD